# Lexington (Illinois)
Lexington es una ciudad ubicada en el condado de McLean en el estado estadounidense de Illinois. En el Censo de 2010 tenía una población de 2060 habitantes y una densidad poblacional de 598,02 personas por km².

## Geografía
Lexington se encuentra ubicada en las coordenadas 40°38′25″N 88°46′50″O / 40.64028, -88.78056. Según la Oficina del Censo de los Estados Unidos, Lexington tiene una superficie total de 3.44 km², de la cual 3.44 km² corresponden a tierra firme y (0%) 0 km² es agua.

## Demografía
Según el censo de 2010, había 2060 personas residiendo en Lexington. La densidad de población era de 598,02 hab./km². De los 2060 habitantes, Lexington estaba compuesto por el 97.96% blancos, el 0.24% eran afroamericanos, el 0.24% eran amerindios, el 0.15% eran asiáticos, el 0.15% eran isleños del Pacífico, el 0.19% eran de otras razas y el 1.07% pertenecían a dos o más razas. Del total de la población el 0.78% eran hispanos o latinos de cualquier raza.